# Lonnitsa (vattendrag i Vitryssland)
Lonnitsa (ryska: Лонница) är ett vattendrag i Belarus.   Det ligger i voblasten Vitsebsks voblast, i den norra delen av landet, 240 km norr om huvudstaden Minsk.
I omgivningarna runt Lonnitsa växer i huvudsak blandskog. Runt Lonnitsa är det mycket glesbefolkat, med 7 invånare per kvadratkilometer.